# 838 (číslo)
Osm set třicet osm je přirozené číslo, které následuje po čísle osm set třicet sedm a předchází číslu osm set třicet devět. Římskými číslicemi se zapisuje DCCCXXXVIII.

## Matematika
838 je:
- Poloprvočíslo
- Deficientní číslo
- Nešťastné číslo
- Nepříznivé číslo

## Astronomie
- (838) Seraphina je planetka hlavního pásu, kterou objevil v roce 1916 Max Wolf

## Roky
- 838
- 838 př. n. l.